# 코너 파올로
코너 파올로(영어: Connor Paolo 코너 파울로[*], 영어 발음: /ˈpaʊloʊ/, 1990년 7월 11일 ~ )는 미국의 배우이다.

## 출연 작품

### 영화
- 알렉산더 (2004)
- 월드 트레이드 센터 (2006)

### 텔레비전
- 가십걸 (2007-12)
- 리벤지 (2011-13)